# William Laing
William Neizer Laing (* 3. Januar 1929; † 19. Januar 1997 in Kumasi) war ein ghanaischer Leichtathlet und Hochschullehrer.

## Biographie
William Laing nahm als Dreispringer mit der Mannschaft der Goldküste an den Olympischen Sommerspielen 1952 teil und erreichte mit einer Qualifikationsweite von 14,09 Metern den 25. Rang unter 35 Teilnehmern, die nicht für den Einzug ins Finale ausreichte. Seine persönliche Bestleistung betrug 14,77 Meter, aufgestellt im Jahr 1950.
William Laing besuchte die Achimota School, absolvierte anschließend ein Studium der Medizin an der schottischen University of St Andrews und schloss dieses im Jahr 1952 als Bachelor of Medicine, Bachelor of Surgery (M.B., Ch.B.) ab. 1954 erhielt Laing seine Approbation. Im Frühjahr 1964 folgte der erfolgreiche Abschluss als Master of Science in St Andrews. Sein postgraduales Studium in der Fachrichtung Pathologie absolvierte Laing in Hammersmith (London) und arbeitete anschließend als erster ghanaischer Pathologe am Korle-Bu Teaching Hospital. Er war Gründungsdekan der medizinischen Fakultät an der University of Science and Technology (UST) in Kumasi und zeitweise Leiter der Fakultät für Pathologie an der Universität von Ghana in Legon. Bis zu seinem Tod im Alter von 68 Jahren arbeitete Laing als beratender Histopathologe für die Medilab Diagnostic Services Ltd. in Kumasi. Er hinterließ seine Ehefrau Regina Laing.